# Mika Nordberg
Mika Nordberg, född 9 juni 1973, är en åländsk politiker (moderat). Han blev första gången invald i Ålands lagting år 2007. Efter lagtingsvalet 2015 blev han utsedd till infrastrukturminister i Ålands landskapsregering, med ansvar för infrastruktur- och trafikfrågor, samt public service. 